# Mikojan-Gurevitj MiG-15
Mikojan-Gurevitj MiG-15 (NATO-rapporteringsnamn: Fagot) var ett sovjetiskt midpilvingat reaktionsdrivet jaktflygplan från decennieskiftet 1950. Planet var det första pilvingade jaktflygplanet att massproduceras i Sovjetunionen. Över 13 000 exemplar kom att produceras i Sovjetunionen medan över 4 000 kom att produceras under licens i andra länder.

## Utveckling

### Projektering
MiG-15 konstruerades av Mikojan-Gurevitj som ett snabbt jaktflygplan med bra stighastighet och kraftfull beväpning mot bombflygplan. Planet tillverkades helt av metall och var utformad med midplacerade pilvingar med dubbla stallfenor, rodermonterad stabilisator och luftintag i nosen, så kallat nosintag. Landstället var infällbart och under vingarna fanns två balklägen för vapenbalkar, vilka kunde bära diverse attacklaster av raketer eller bomber. Motorn var en piratkopia av reaktionsmotorn Rolls-Royce Nene benämnd RD-45F. MiG-15:s utformning lär ha inspirerats av bland annat nazityska jaktplansprojekt som till exempel Messerschmitt P. 1101 och Focke-Wulf Ta 183(en) eftersom Sovjetunionen kommit över forskningspapper och dokument gällande dessa under invasionen av Nazityskland 1945.
Baserat på erfarenheter från andra världskriget, bland annat från nazityska erfarenheter med jaktflygplan som Messerschmitt Me 262, hade det visat sig att kraftigare beväpning än 20 mm automatkanoner behövdes för att skjuta ner tunga fyrmotoriga bombflygplan. Detta medförde att MiG-15 försågs med en för sin tid mycket kraftfull beväpning; två 23 mm automatkanoner modell NS-23 (senare NR-23) och en 37 mm automatkanon modell N-37D.

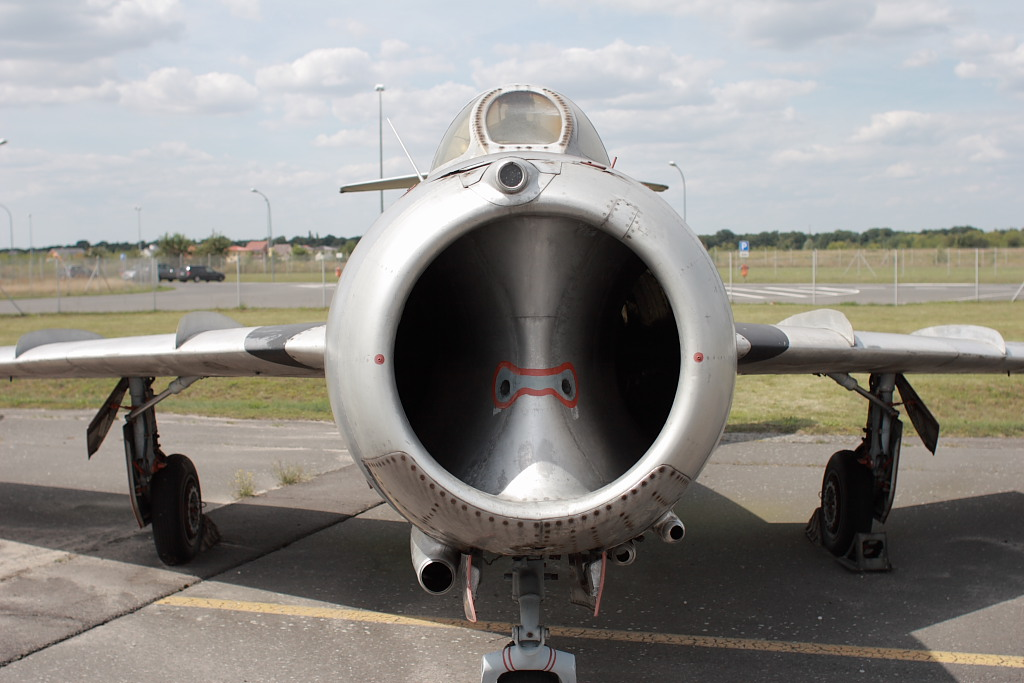
Frontvy av MiG-15. Notera dess midvingar och nosintag.
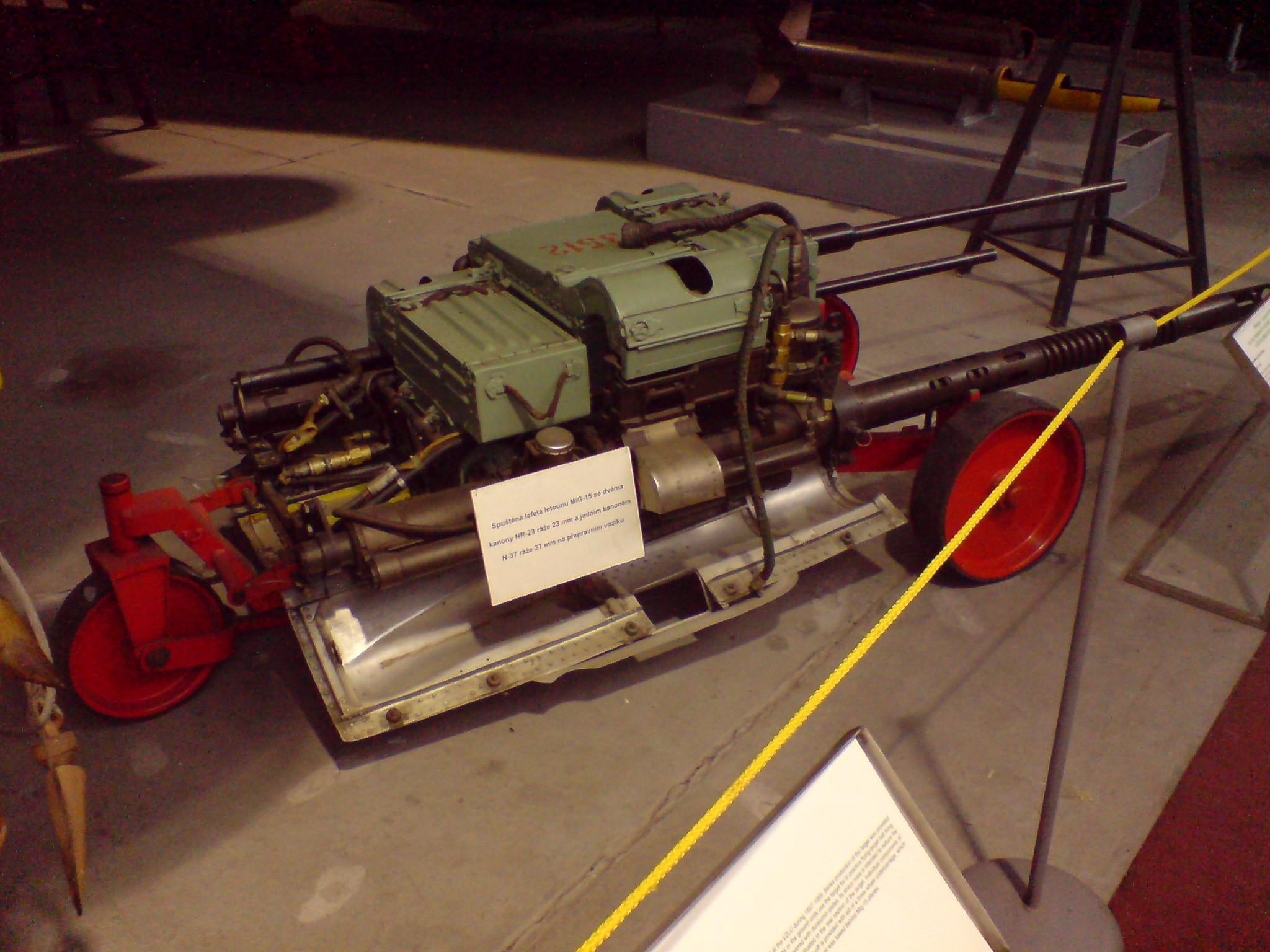
Vapenbalja till MiG-15. Närmast 37 mm automatkanon N-37D.
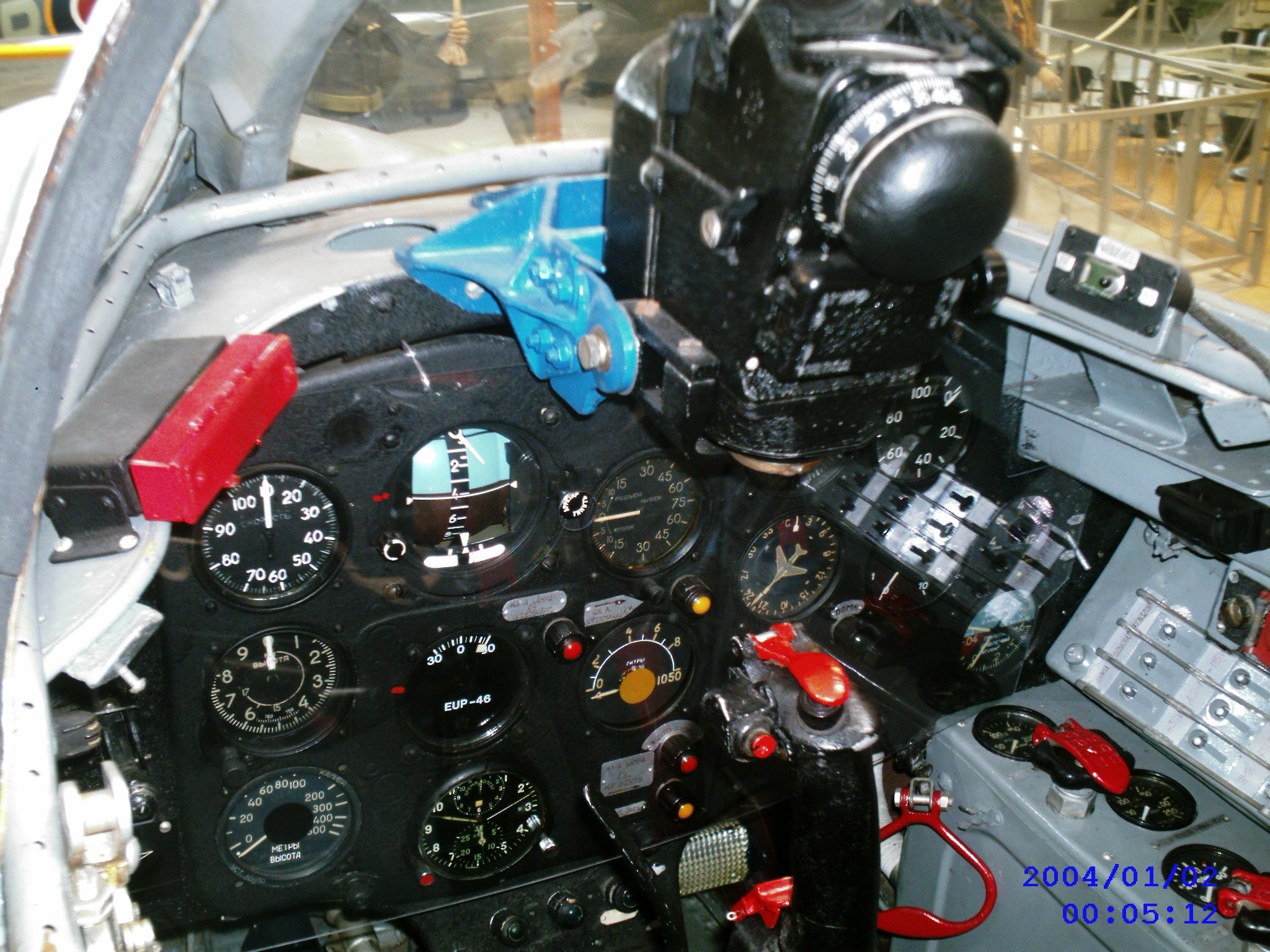
Instrumentbräda och gyroreflexsikte typ ASP-1N i kabinen till MiG-15.

### Produktion
Första flygningen med prototypflygplanet skedde i december 1947, och de första leveranserna till flygförband startade 1949. Produktion av flygplanet gick fort och redan 1952 fanns flygplanet i sovjets satellitstater och Nordkorea. Licenstillverkning av MiG-15 påbörjades även i ett flertal sovjetiska länder. I Polen tillverkades planet av polska statens luftfartsverk (polska: Państwowe Zakłady Lotnicze, kort PZL) under beteckningen Lim-1 (MiG-15) och Lim-2 (MiG-15bis), där "Lim" står för licencyjny myśliwiec ("licensjaktflygplan"). I Tjeckoslovakien tillverkades reservdelar till MiG-15 av Letov Kbely(en), och flygplan i tjeckoslovakiska flygvapnet fick därför beteckningar enligt Letovs inhemska beteckningssystem: Š-102 för MiG-15 (M 05 för RD-45F-motorn) och Š-103 för MiG-15bis (M 06 för VK-1-motorn).

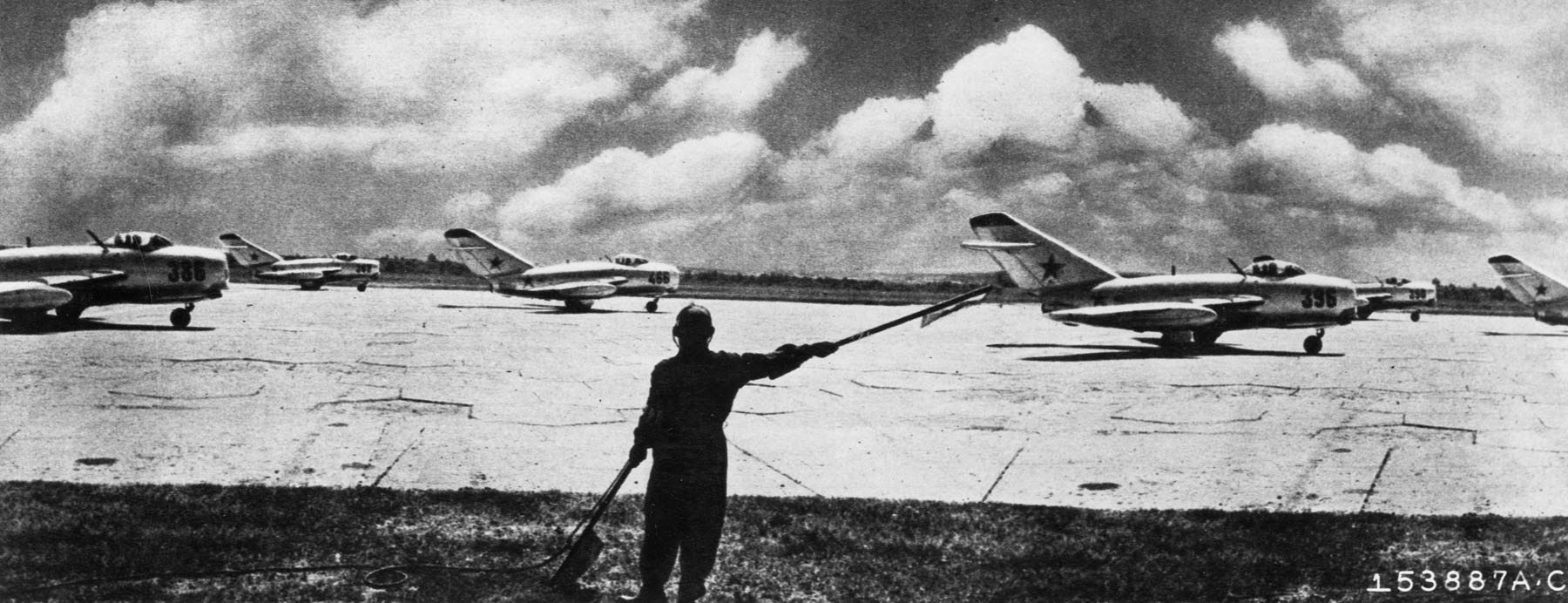
Sovjetiska MiG-15 under start.
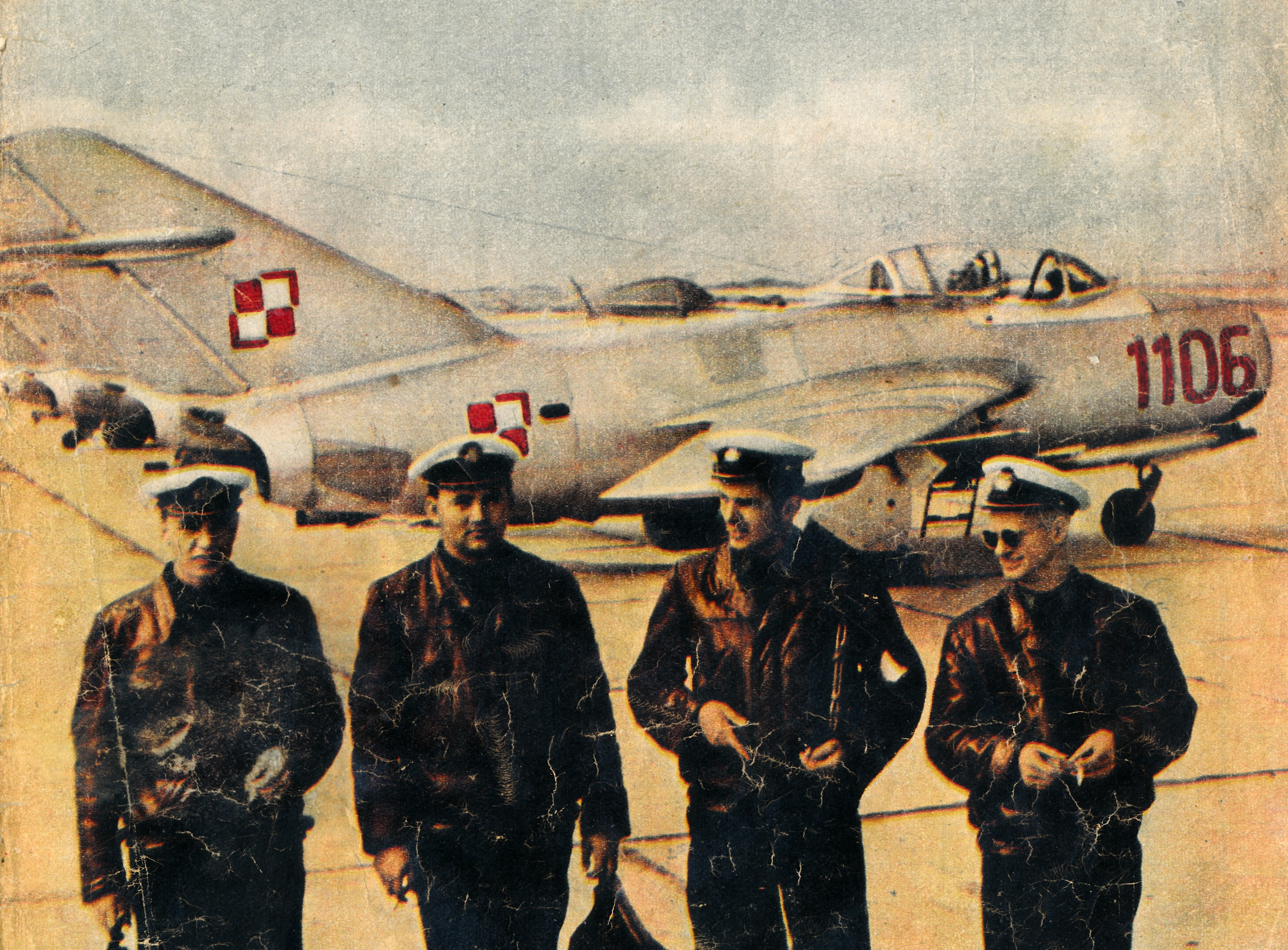
Polska Lim-2.
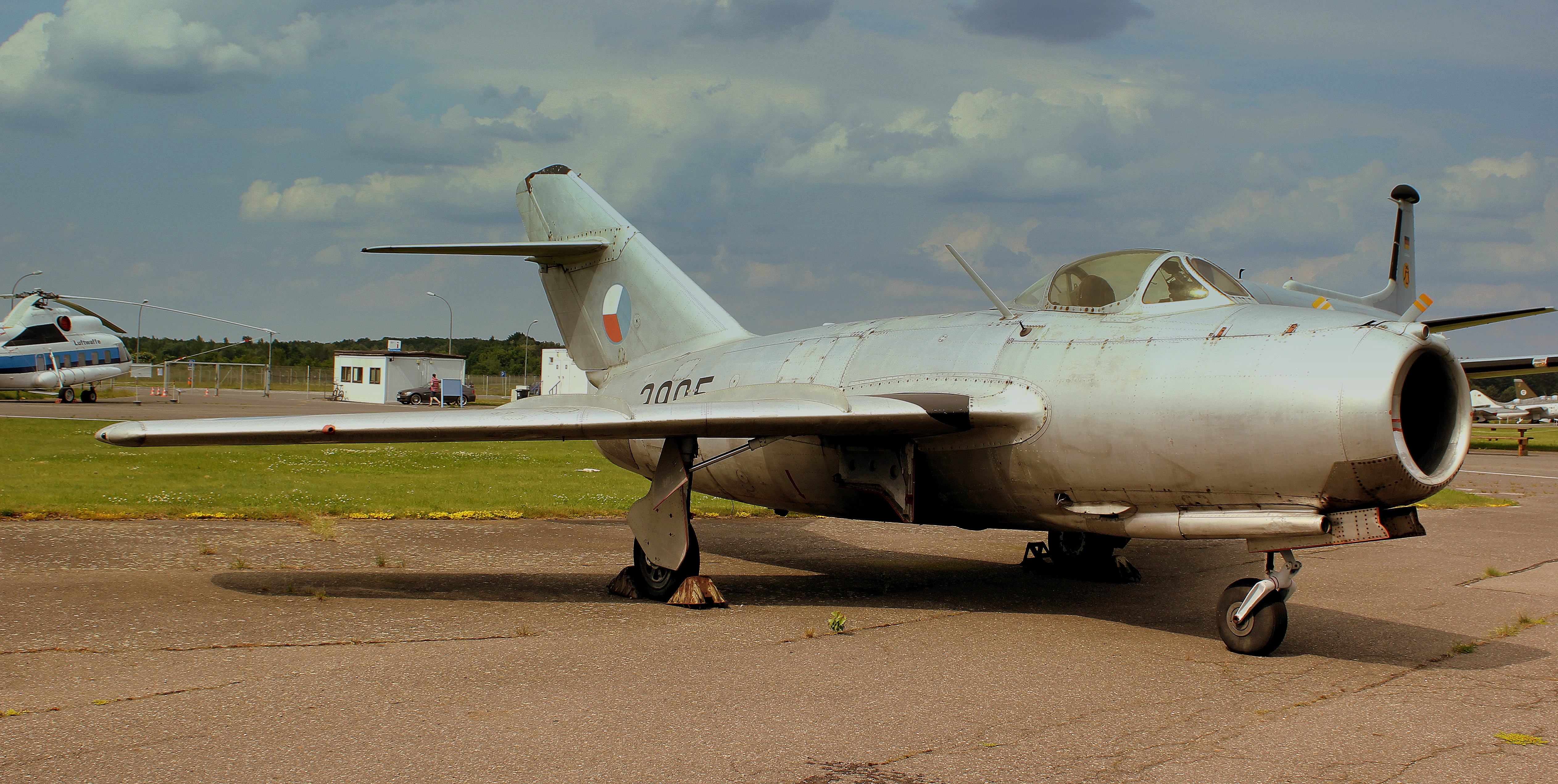
Tjeckoslovakisk Š-103.

## MiG-15 i Korea

### Koreakriget (1950–1953)
MiG-15 deltog i strid för första gången under Koreakriget, då Sovjetunionen i hemlighet stöttade Nordkoreanska styrkor med flygunderstöd. Under dessa strider kom MiG-15 primärt att strida mot amerikanskt stridsflyg, och det första mötet mellan en MiG-15 och ett amerikanskt jaktflygplan skedde den 8 november 1950. Den dagen lyckades en amerikansk löjtnant vid namn Russell Brown skjuta ner en MiG-15 i världens första kurvstrid mellan reaflygplan. Vid nedskjutandet flög Russell Brown en Lockheed F-80 Shooting Star, ett rakvingat reaflygplan med sämre prestanda än MiG-15.
Trots att F-80 Shooting Star var först att skjuta ner en MiG-15, så kom den ej att ta rollen som en associerad ärkefiende till MiG-15, utan i stället kom flygplanet North American F-86 Sabre att ta rollen som den klassiskt associerade ärkefienden till MiG-15.
F-86 Sabre deltog i strider med MiG-15 under Koreakriget och var i sina samtida varianter mycket jämlik MiG-15 i prestanda. Planen var ungefär lika stora och hade liknande egenskaper och utformning. Skillnaden var att F-86 Sabre hade något sämre stighastighet och topphastighet jämfört med MiG-15. MiG-15 å andra sidan hade sämre svängradie och högfartsstabilitet.
Trots att planen var mycket lika kom F-86 Sabre att lämna kriget som generell vinnare med ett förlustförhållande av ungefär två mot ett gällande strider mot MiG-15.

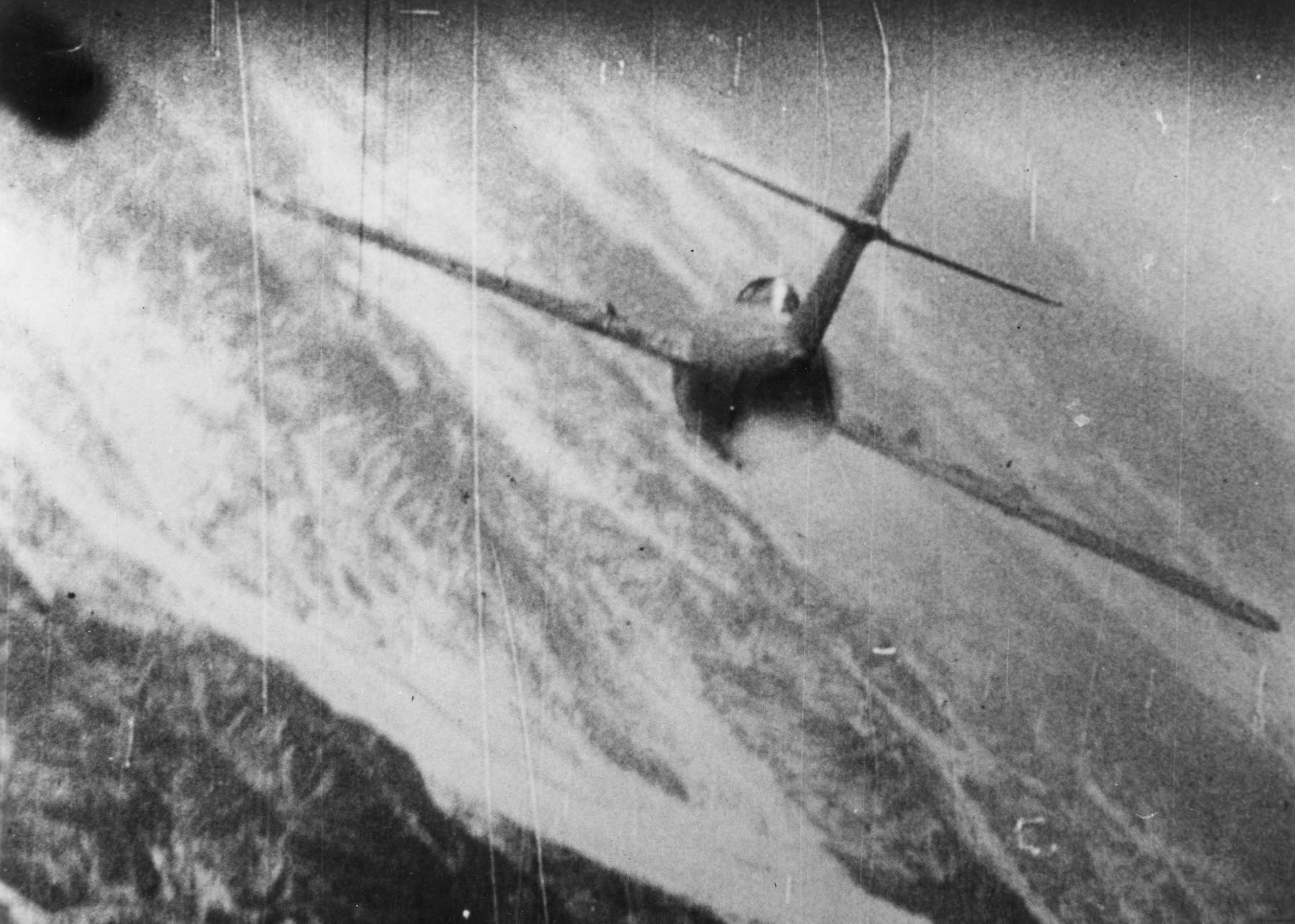
MiG-15 som attackeras av en F-86 Sabre under Koreakriget.
Film från en F-86 Sabre kulsprutekamera som visar nedskjutningen av en MiG-15 i kurvstrid.
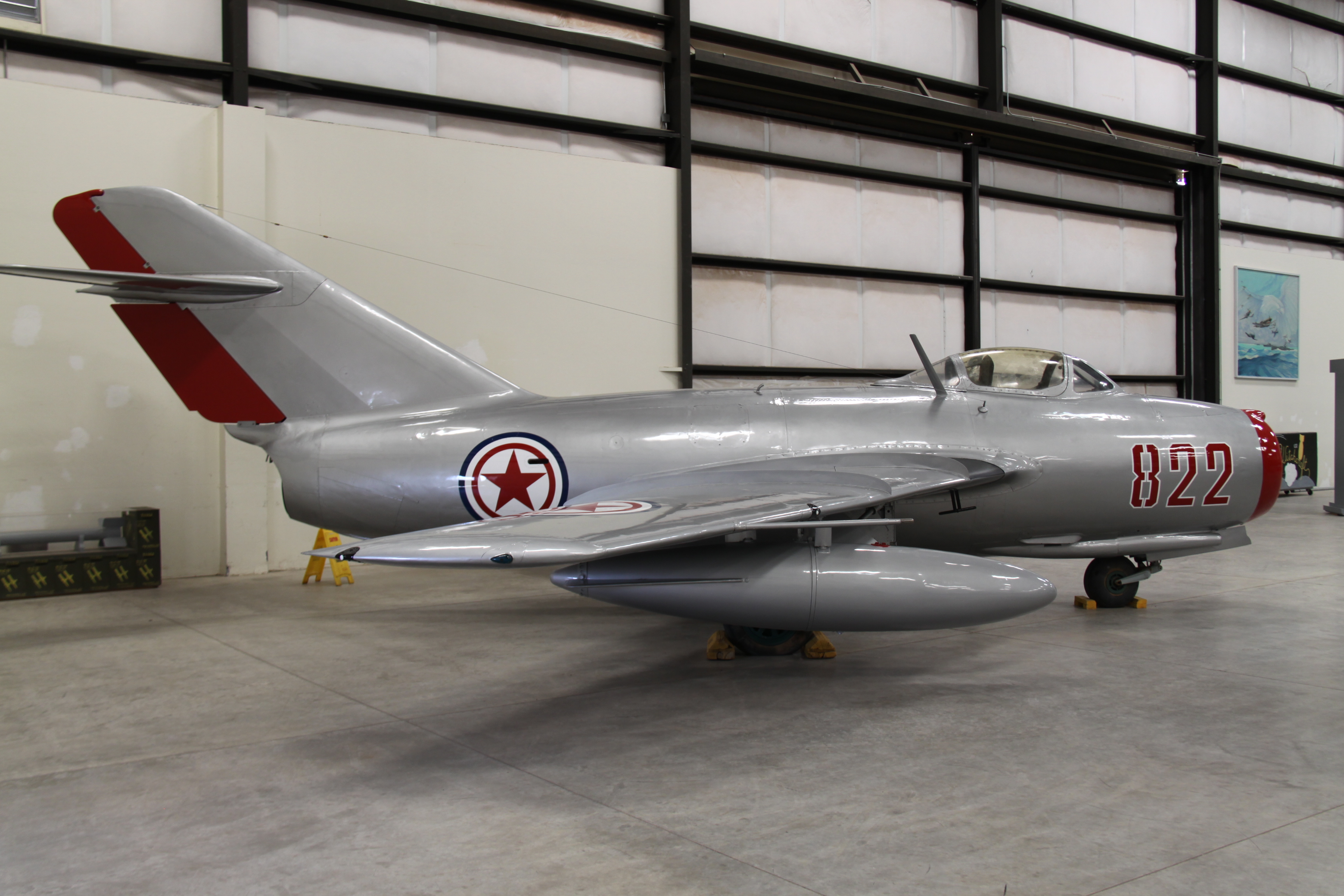
Nordkoreansk MiG-15bis.

### Användning i Nordkorea (1950– )
Nordkorea har brukat MiG-15 sedan Koreakriget och de verkar fortfarande vara i aktiv tjänst. Bilder från en flygvapeninspektion genomförd 2017 av den nordkoreanska ledaren Kim Jong-Un visar MiG-15 ingående i ett förband bestående helt av kvinnliga piloter. Konceptet baseras troligen på det dito sovjetiska, under andra världskriget, benämnt "natthäxorna", ett flygregemente med enbart kvinnliga piloter som tvingades använda föråldrade flygplanstyper i strid.

## MiG-15 i Sverige

### Catalinaaffären (1952)

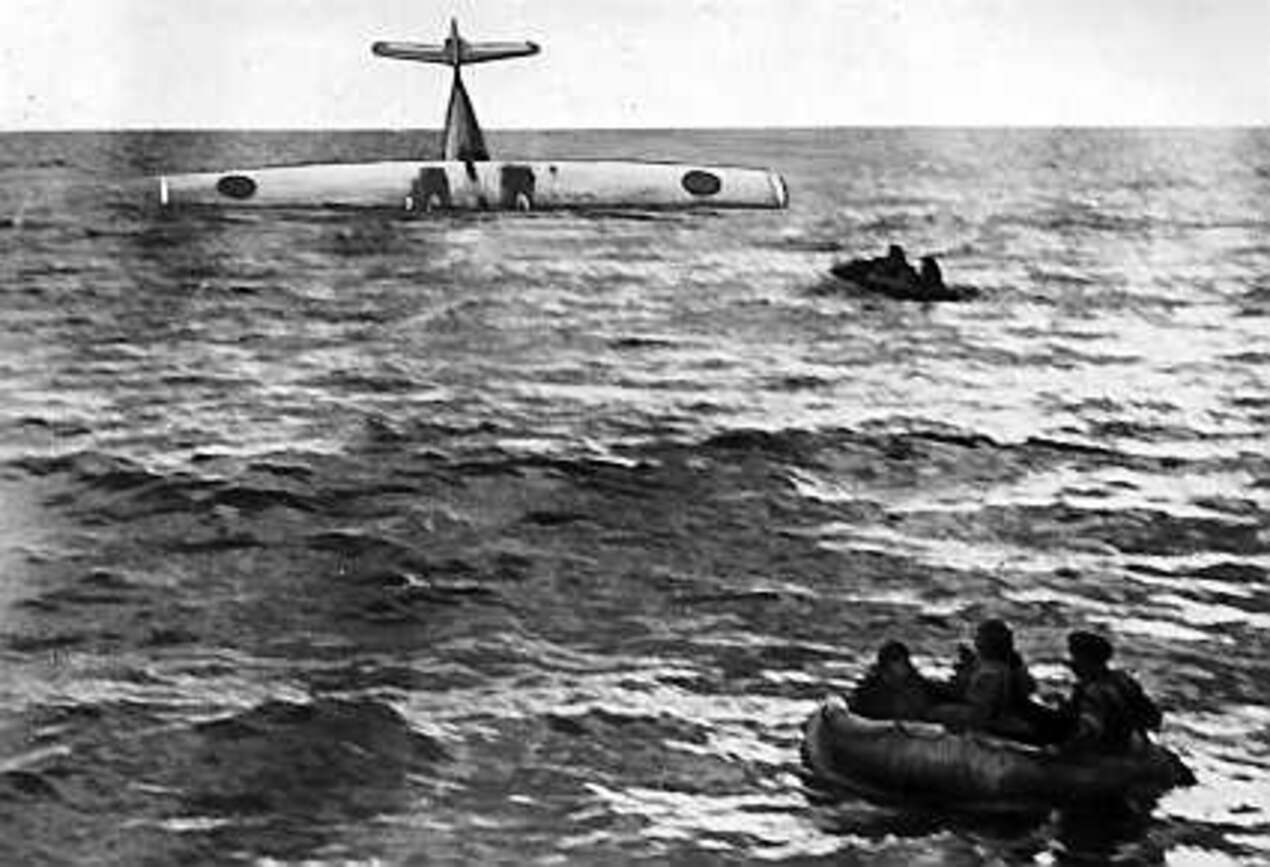
Tp 47 som beskjutits av en MiG-15 rote.

Den 13 juni 1952 sköts en svensk Tp 79 ner av en MiG-15, några dagar senare besköts återigen ett svenskt flygplan, en Tp 47, av en rote MiG-15, under sökandet av den saknande Tp 79:an. Tp 47:an tvingades nödlanda och sjönk sedan av sina skador. Ingen i besättningen omkom.

### Nödlandning i Veddige (1957)
Den 7 november 1957 vid 15-tiden nödlandade en polsk MiG-15bis (ej Lim-2) med nummer 1919 vid Veddige i Halland. Piloten, en 24-årig polsk löjtnant, ville fly från Sovjetunionen och rymde med planet för att försöka söka politisk asyl i Sverige. Enligt hans egna uppgifter ska han ha jagats av polskt jaktflyg hela vägen in på svenskt luftrum men lyckades fly när de jagande planen fick ont om bränsle. Redan över molnen fick piloten själv slut på bränsle och tvingades nödlanda med stoppad motor. Vad som hände piloten är ej känt men planet monterades ned och skickades tillbaka till Polen efter en tid.

## MiG-15 i Finland

### Sovjetiska MiG-15 i Finland (1954–1956)
Den 25 januari 1954 havererade en sovjetisk MiG-15 vid Rautjärvi i Finland. Piloten hade förmodligen tappat bort sig och fick slut på bränsle. Detta var troligen den första gången som MiG-jetflygplan rörde sig i finländskt luftrum. Tidigare användning av MiG-15 på finländskt luftrum kan dock vara möjlig eftersom Sovjetunionen även flög jetflygplan från Porkalaområdet under denna period. Porkalaområdet var arrenderat som marin- och militärbas av Sovjetunionen 1944 till 1956 som en del av Mellanfreden i Moskva 1944 följande fortsättningskriget. Sovjet byggde 1954 en flygplats vid Porkala-basen nära byn Friggesby. Flygplatsen, senare dubbad Friggesby flygplats, var avsedd för reaplan och banan användes bland annat av sovjetiska jaktskvadroner utrustade med MiG-15. Enligt fredsavtalet 1944 skulle arrendet löpa i 50 år till 1994 men redan i september 1955 meddelade Sovjet att de skulle lämna tillbaka området, vilket gjordes i januari 1956, vartefter Friggesby flygplats  övergavs.

### Användning i Finlands flygvapen (1962–1977)

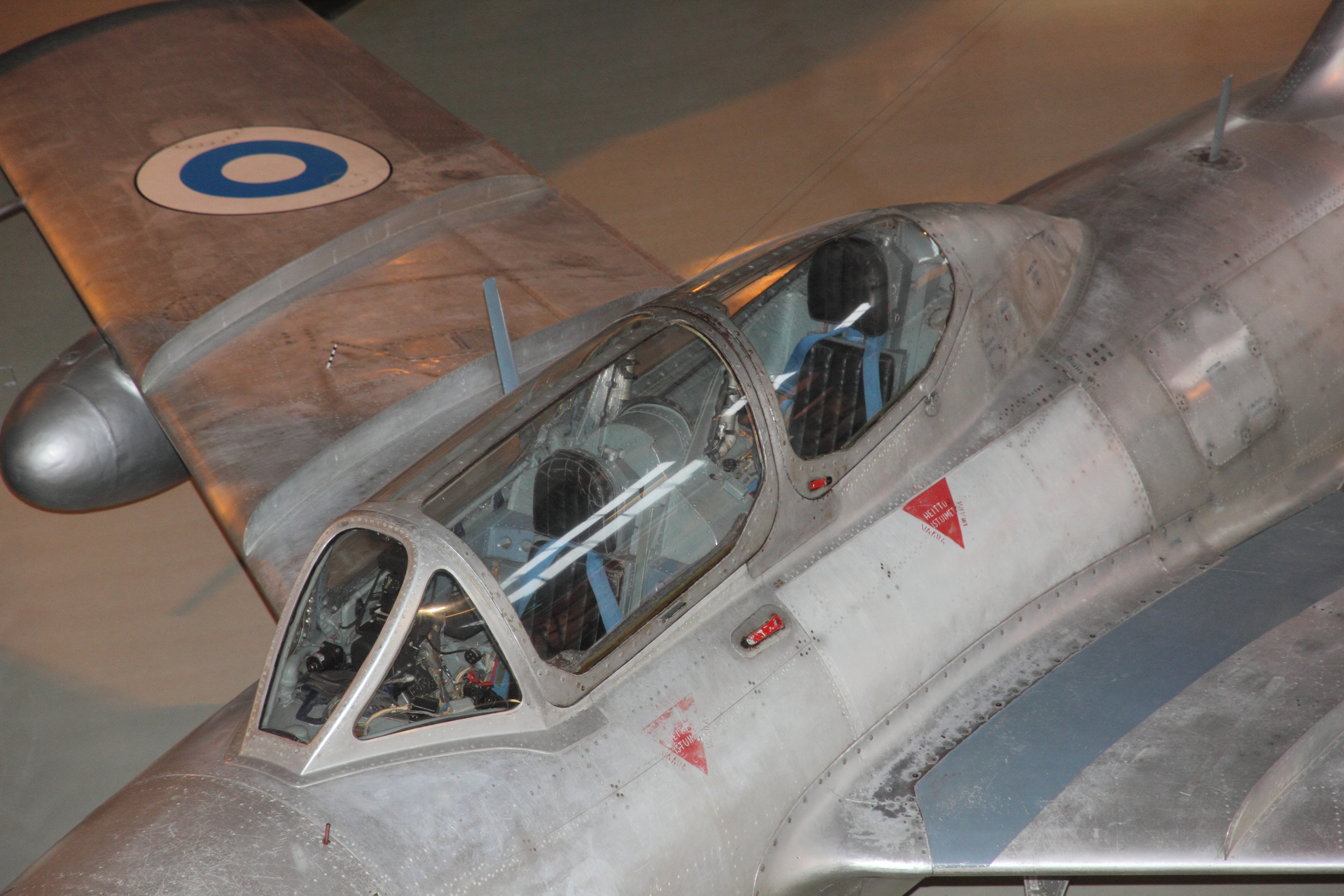
MiG-15UTI (MU) med finsk nationalitetsmärkning.

Finland kom att bruka skolflygplanet MiG-15UTI, en tvåsitsig version av MiG-15 med NATO-kodnamn "Midget". Planet inskaffades när man kom fram till att de finska piloterna inte kunde gå över direkt till reajaktplan från propellerdrivna skolflygplan. Fyra tvåsitsiga MiG-15UTI-skoljetplan införskaffades år 1962 i samband med inköp av jaktflygplan av typen MiG-21F. MiG-15UTI betecknades MU i Finland (av MiG-15UTI) men kom att få smeknamnet "Mukelo" och var i bruk fram tills år 1977.
Av de fyra planen som köptes in är tre bevarade: MU-1, MU-2 och MU-4 (se Museiflygplan i Norden). Flygplan MU-3 totalhavererade den 27 november 1970 i Sumiais. Piloten gjorde nödutsprång med katapultstol och överlevde.

## Varianter
MiG-15 kom att produceras i ett antal varianter men i urval finns det 3 primära varianter.
- MiG-15: Ursprunglig variant av MiG-15, försedd med Nudelman-Suranov NS-23 23 mm automatkanoner och Klimov RD-45F-motor.
- MiG-15bis: Raffinerad version av MiG-15, försedd med hydrauliska roder, nya Nudelman-Richter NR-23 23 mm automatkanoner och en kraftfullare Klimov VK-1-motor.
- MiG-15UTI: Skolflygplan av MiG-15, försedd med tandemkabin, en 12,7 mm Berezin UBK tksp och Klimov RD-45F-motor.

## Användare
Nuvarande användare
- Guinea-Bissau
- Nordkorea

Fördetta användare
- Kungariket Afghanistan
- Albanien
- Algeriet
- Angola
- Bulgarien
- Egypten
- Finland
- Folkrepubliken Kina
- Guinea
- Indonesien
- Irak
- Jemen
- Kambodja
- Khmerrepubliken
- Kongo
- Kuba
- Mali
- Marocko
- Moçambique
- Mongoliet
- Nigeria
- Nordjemen
- Nordvietnam
- Pakistan
- Polen
- Rumänien
- Somalia
- Sovjetunionen
- Sri Lanka
- Sudan
- Sydjemen
- Syrien
- Tanzania
- Tjeckoslovakien
- Uganda
- Ungern
- USA (i övningssyfte)
- Vietnam
- Östtyskland

## Museiflygplan i Norden
Det finns många bevarade MiG-15 i världen. I Norden finns MiG-15 hos följande museer:
 Sverige
Sveriges Flygvapenmuseum i Linköping har en polsk licenstillverkad PZL Lim-2 i sina samlingar. Flygplanet är utställt i en av museets större hallar och står tillsammans med den sista kvarvarande Tp 47 Catalina. Planet är ommärkt från polsk nationalitetsmärkning till sovjetisk sådan för att symbolisera Catalinaaffären.
 Finland
I Finland finns tre av de fyra stycken MU (MiG-15UTI) som finska flygvapnet brukade mellan 1962 till 1977. En (MU-3) totalhavererade 1970.
- MU-1 finns bevarad hos Hallinporttis flygmuseum i Jämsä.
- MU-2 finns bevarad hos Päijänne Tavastlands flygmuseum i Vesivehmaa.
- MU-4 finns bevarad hos Mellersta Finlands flygmuseum i Tikkakoski.

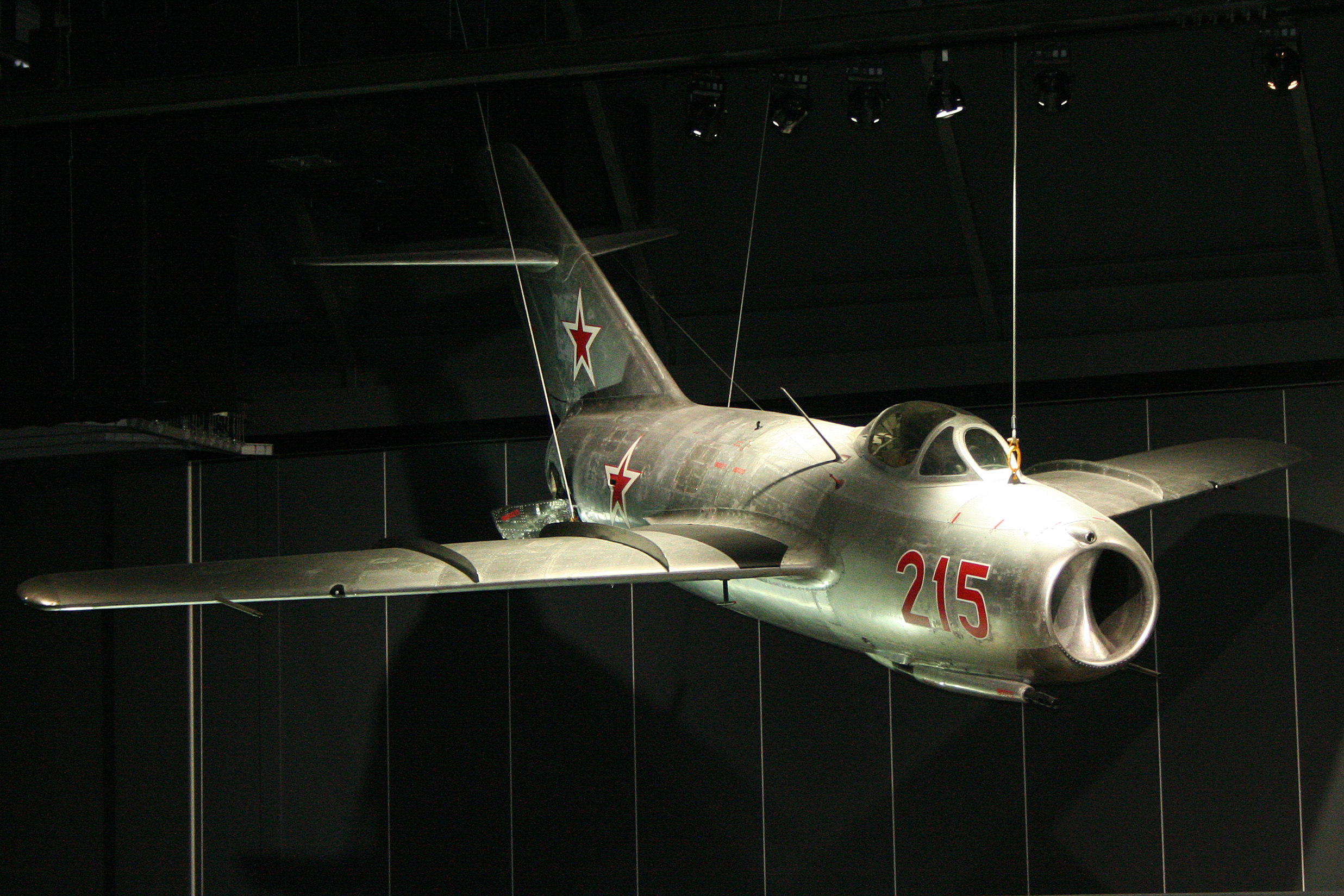
MiG-15bis (PZL Lim-2 med sovjetisk märkning) i Flygvapenmuseum märkt röd 215.
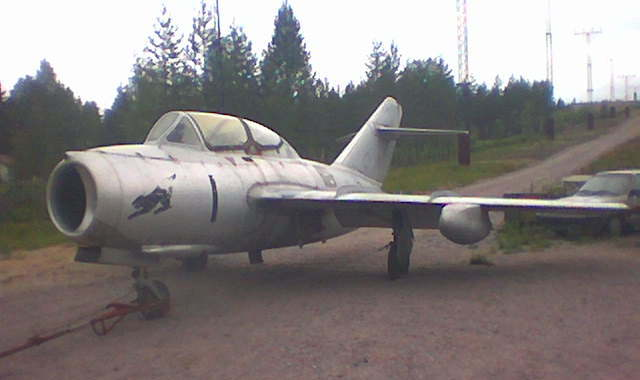
MU-1 (MiG-15UTI) i Hallinporttis flygmuseum.
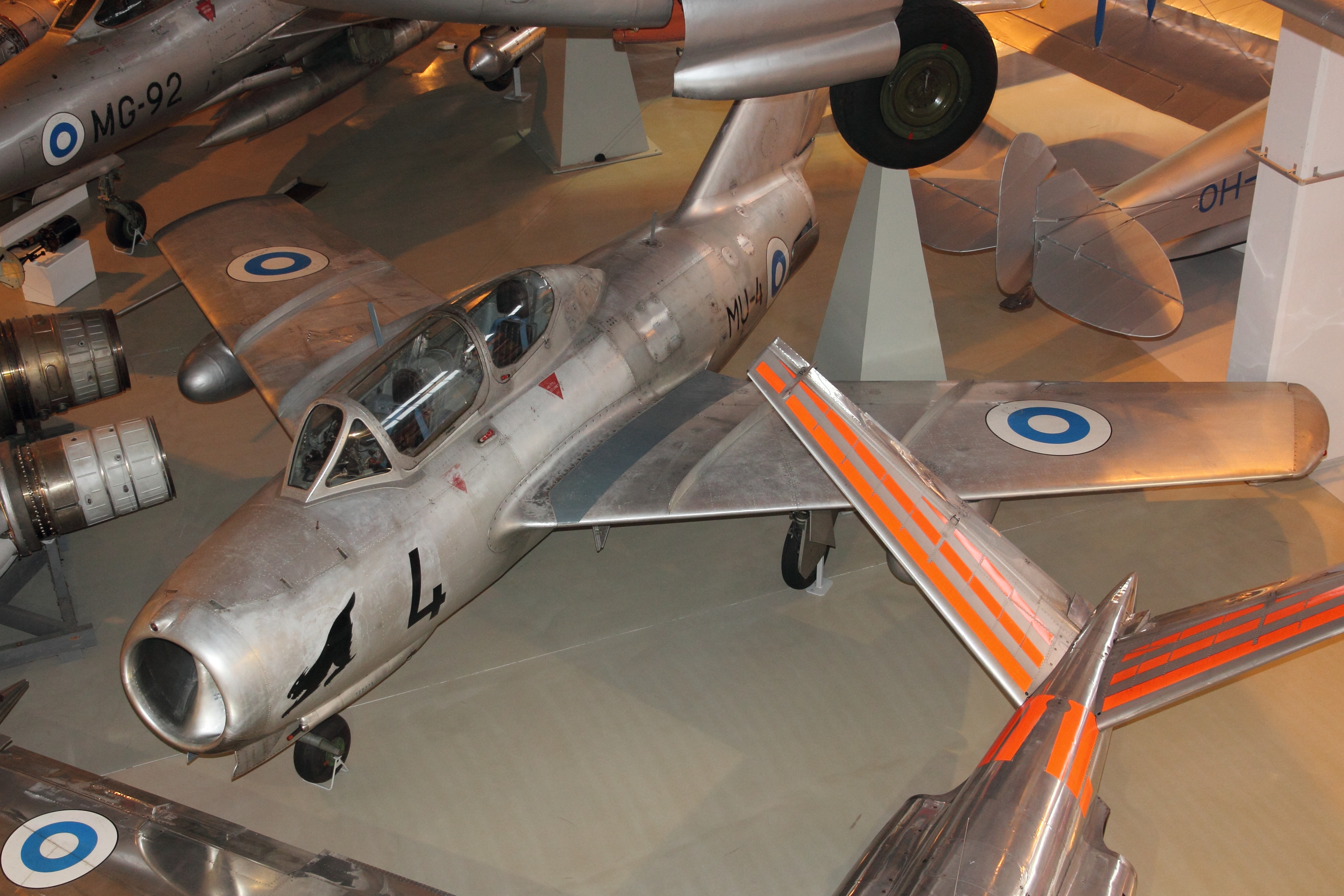
MU-4 (MiG-15UTI) i Mellersta Finlands flygmuseum.

### Allmänna källor
- Flygförvaltningen, Materialavdelningen, Serie E I, Volym 1: 1948-51 (bunt 1), MF3-Proj-73: Flygplansanalys - Jämförelse mellan jaktplanen MIG-15 (USSR) och J29 (Sverige).
- Soviet/Russian aircraft weapons since world war two. Av Yefim Gordon. ISBN 9781857801880. Sid 140-146.